# Ehrenpreis der Gesellschaft für Internationale Geldgeschichte

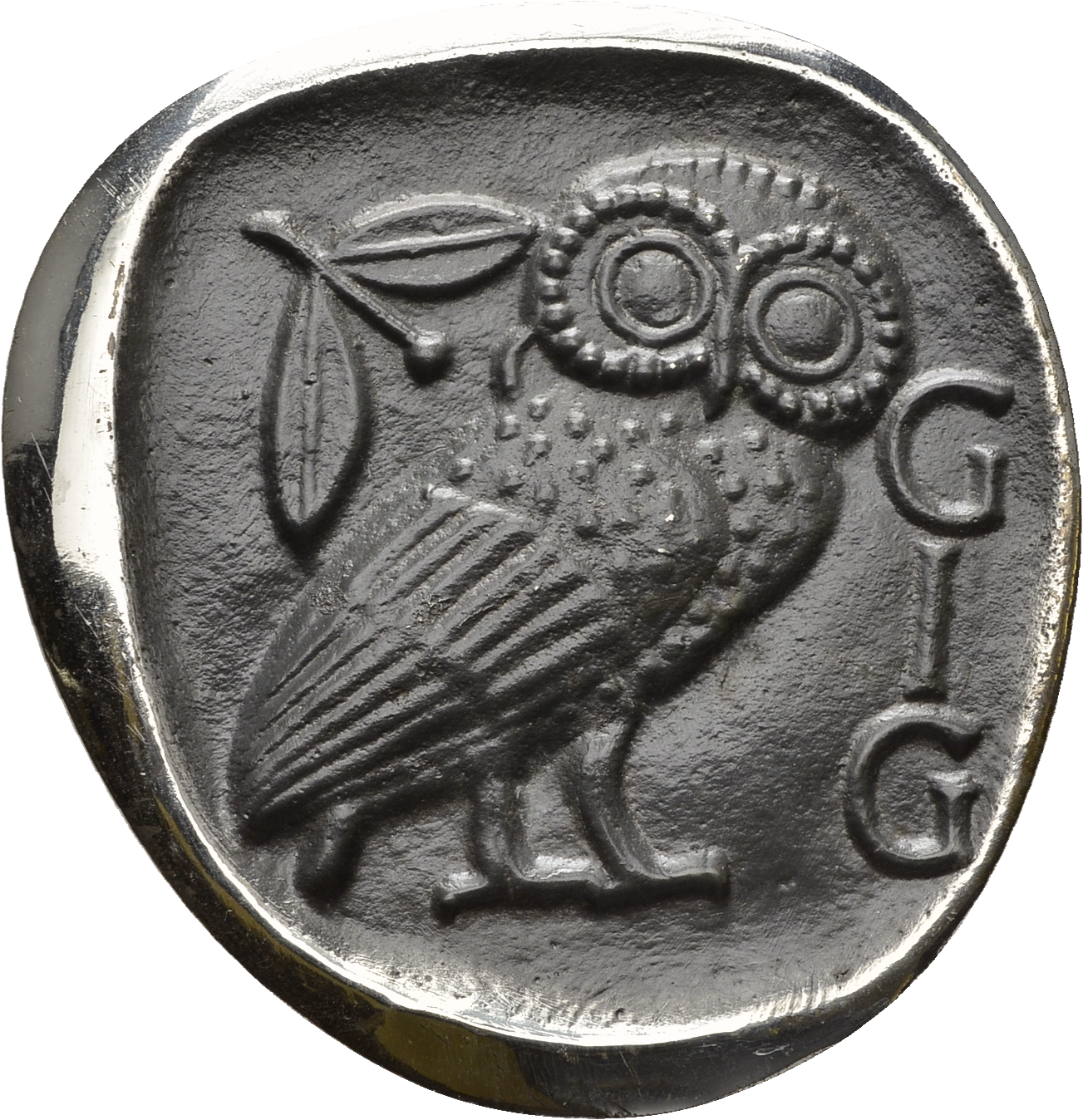
GIG-Ehrenpreis-Medaille auf der Basis einer attischen Tetradrachme (ca. 430 v. Chr.) mit den Initialen der Gesellschaft

Der Ehrenpreis der Gesellschaft für Internationale Geldgeschichte (GIG-Ehrenpreis) wird seit 1974 jährlich von der Gesellschaft für Internationale Geldgeschichte (GIG) an herausragende Numismatiker vergeben. 
Vorstands- und andere Mitglieder der Gesellschaft können dazu Kandidaten mit entsprechendem numismatischem Werdegang nominieren. So sollten sie Arbeiten veröffentlicht haben, die für die numismatische Wissenschaft, aber ausdrücklich auch für die Sammler hilfreich sind; Nationalität und Werdegang spielen dagegen keine Rolle. Der Preisträger wird in einer Sitzung des Vorstandes mit Stimmenmehrheit gewählt. Vom Preisträger wird am Tag der Ehrung ein Referat aus dem Bereich seiner Arbeit erwartet.
Neben dem GIG-Ehrenpreis steht als deutsche Auszeichnung für numismatische Forschungen der seit 1996 jährlich von der Deutschen Numismatischen Gesellschaft (DNG) verliehene Eligiuspreis.

## Bisherige Preisträger
- 2025: Simon Coupland, Cambridge
- 2024: Josef Roidl, Regenstauf
- 2023: Aleksander Bursche, Warschau
- 2022: Ralf Fischer zu Cramburg, Koblenz/Brüssel
- 2021: Susanne Börner, Heidelberg
- 2020: Mario Schlapke, Weimar
- 2019: Ivar Leimus, Tallinn
- 2018: Sebastian Steinbach, Osnabrück
- 2017: Michael Matzke, Basel
- 2016: Gerd Dethlefs, Münster
- 2015: Ute Wartenberg Kagan, New York
- 2014: Michael Alram, Wien
- 2013: Bernhard Weisser, Berlin
- 2012: Manfred Mehl, Hamburg
- 2011: Hendrik Mäkeler, Uppsala
- 2010: Dietrich Klose, München
- 2009: Bernhard Prokisch, Linz
- 2008: Hermann Maué, Nürnberg
- 2007: Frank Berger, Frankfurt
- 2006: Ivo Halacka, Brno
- 2005: Peter Ilisch, Münster
- 2004: Dieter Heus, Ilmenau
- 2003: Ursula Kampmann, Lörrach
- 2002: Bernd Kluge, Berlin
- 2001: Konrad Schneider, Frankfurt
- 2000: Hubert Emmerig, Wien
- 1999: Wolfram Weiser, Bergisch Gladbach
- 1998: Michael Kunzel, Berlin
- 1997: Philip Grierson, Cambridge
- 1996: Niklot Klüßendorf, Marburg
- 1995: Ulla Westermark, Stockholm
- 1994: Wolfgang Steguweit, Berlin
- 1993: Ulrich Klein, Albert Raff, Stuttgart
- 1992: Gilles Hennequin, Paris
- 1991: Karl-Heinz Weigelt, Dresden
- 1990: Wolfgang Heß, München
- 1989: Elvira E. Clain-Stefanelli, Washington
- 1988: Gert Hatz, Hamburg
- 1987: Raymond Weiller, Luxemburg
- 1986: Egon Beckenbauer, München
- 1985: Helmut Jungwirth, Wien
- 1984: Arie Kindler, Tel Aviv
- 1983: Leo Mildenberg, Zürich
- 1982: Maria Radnoti-Alföldi, Frankfurt
- 1981: Elisabeth Nau, Stuttgart
- 1980: Paul Arnold, Dresden
- 1979: Joachim Weschke, Frankfurt
- 1978: Erich B. Cahn, Herbert A. Cahn, Basel
- 1977: Friedrich Wielandt, Karlsruhe
- 1976: Vsjevolod M. Potin, St. Petersburg
- 1975: Enno van Gelder, Den Haag
- 1974: Peter Berghaus, Münster